# Jean Beausejour
Jean Beausejour, född 1 juni 1984 i Santiago, är en chilensk fotbollsspelare som spelar för Universidad de Chile. Beausejour (som har en haitisk pappa och en Mapuchemamma) kallas för Palmatoria eller Francés.

## Karriär
Beausejour började sin karriär hos Universidad Católica och har sedan dess hållit till i en rad olika klubbar och länder (bland andra Grêmio, KAA Gent och Servette).
Beausejour gjorde sin första landskamp 2004 (då under ledning av Nelson Acosta) men det var först under Marcelo Bielsa som det riktiga genombrottet kom. Idag används han regelbunder i Chile.
Portugisiska Porto, franska Olympique Marseille och spanska Recreativo ryktades alla vara intresserade av Beausejour men till slut var det mexikanska Club América som vann chilenarens underskrift. Kontraktet sträckte sig över tre år och affären blev officiell den 1 december 2008.
I januari 2012 värvades Beausejour av Wigan Athletic.